# 亚洲𬶮
亚洲鱚（学名：Sillago asiatica）为辐鳍鱼纲鱚科鱚属的鱼类。分布于西太平洋、台湾岛等。该物种的模式产地在泰国。体长可达15公分，栖息深度为10米至50米。